# Дзосотын-Элисун
Дзосоты́н-Элису́н или Гурбантюнгют (Курбантонгут, Курбан-Тунгут, кит. трад. 古爾班通古特沙漠, упр. 古尔班通古特沙漠, пиньинь Gǔ'ěrbāntōnggǔtè Shāmò, уйг. قۇربانتۈڭغۈت قۇملۇقى, Qurbantüngghüt Qumluqi‎, каз. Құрбантұңғыт шөлі) — вторая по величине пустыня Китайской Народной Республики и Восточного Туркестана (Синьцзян-Уйгурского автономного района). Занимает центральную часть Джунгарии. Название Дзосотын-Элисун, предположительно, имеет монгольское происхождение.
Площадь этой песчаной пустыни приблизительно 45 000—50 000 км². Около 38 000 км² занято полузакреплёнными грядовыми и барханными песками, а остальная территория — песчано-галечными равнинами и такырами. Гряды в основном меридионального направления, высотой до 30 м (в северной части пустыни местами достигает до 100 м), с крутыми восточными склонами и более пологими — западными (эти склоны часто поросши полынью и саксаулом). Такыры заросшены тамариском, однако заросли редки. Круглогодично используется как пастбища для овец и верблюдов.
Здесь расположена самая удалённая от любого моря точка Земли — евразийский континентальный полюс недоступности (46°16,80′ с. ш. 86°40,20′ в. д.).
По территории пустыни проходит автодорога Годао 216, а также обе главные ветви канала Иртыш-Карамай-Урумчи.
Здесь расположена «северо-восточная» точка 45×90. 13 апреля 2004 года эту точку посетили американец Грег Майклс (Greg Michaels) и китаец Жу Жунчжао (Ru Rong Zhao), таксист из ближайшего города Цитай, которые убедились, что никакими специальными памятными знаками эта точка на поверхности Земли не отмечена.